# Anaea stheno
Anaea stheno is een vlinder uit de familie van de Nymphalidae. De wetenschappelijke naam van de soort is voor het eerst geldig gepubliceerd in 1865 door Otto von Prittwitz.